# Clorură de mercur (I)
Clorură de mercur (I), denumită și clorură mercuroasă sau calomel (ca atare, cât și sub forma mineralului cu același nume) este un compus anorganic, o sare a acidului clorhidric cu mercurul, cu formula chimică Hg2Cl2. Este un compus alb sau alb-gălbui, inodor și solid. Este un component al electrozilor de referință utilizați în electrochimie.

## Obținere
Clorura mercuroasă se obține în urma reacției dintre mercurul metalic și clorura mercurică:
{\displaystyle {\ce {Hg + HgCl2 -> Hg2Cl2}}}
Mai poate fi preparată în urma unor reacții de metateză ce au loc între diverse surse de ion clorură (clorură de sodiu, acid clorhidric, etc) și o soluție apoasă de azotat de mercur (I):
{\displaystyle {\ce {2HCl + Hg2(NO3)2 -> Hg2Cl2 + 2HNO3}}}

## Proprietăți chimice
Amoniacul induce disproporționarea Hg2Cl2:
{\displaystyle {\ce {Hg2Cl2 + 2NH3 -> Hg + Hg(NH2)Cl + NH4Cl}}}